# Geschiedenis van de historische regio Macedonië
De regio Macedonië werd van oudsher bewoond door stammen die een vorm van Grieks spraken.  Zij vestigden een staat Macedonië die onder Alexander de Grote een grote rol in de wereld van de oudheid zou spelen.

## Oudheid
Het gebied van de huidige historische regio Macedonië kent een lange en gevarieerde geschiedenis. Zo rond 380 v.Chr. gaat de staat Macedonië waar Amynthas III aan het bewind staat, zich mengen in de ruzies tussen de Griekse stadstaatjes. Een latere heerser Philippus II trekt zuidelijk en verslaat met een militair expeditieleger de Spartanen bij de Peloponnesos, waarbij hij de Spartanen een groot gebied afhandig maakt. Sparta slaagt er weliswaar in om onafhankelijk te blijven totdat de Romeinen arriveren. Ook de Atheners moeten hun stad Amphipolis afstaan aan Philippus II. Wanneer Phocis in conflict komt met Thebe, ziet Philippus zijn kans schoon en verslaat met wisselend succes de Phociërs. In 338 v.Chr. wordt een coalitie van Griekse republieken verslagen door de Macedoniërs in de slag bij Chaeronea en is de rol van Thebe en Sparta uitgespeeld. Het culturele erfgoed van de Atheners blijft echter aanwezig omdat de zegevierende Macedoniërs ook het Grieks als taal hebben. Philippus is nu heerser in de Helleense wereld maar heeft er slechts kort plezier van. Hij wordt in zijn paleis vermoord en de jonge Alexander de Grote roept zichzelf uit tot koning.

## Alexander de Grote
Alexander slaagt erin om een opstand in Griekenland te bedwingen en ontmoet daarbij de cynische filosoof Diogenes bij zijn vat. Binnen het tijdsbestek van enkele jaren onderwerpt Alexander, die nu bekend wordt als De Grote, de gehele beschaafde wereld van de oudheid, van de Indus in het oosten tot Italië in het westen. In 334 v.Chr. wordt de Hellespont overgestoken en een jaar later verslaat hij de Perzen bij Granikos en Issos in Oost-Turkije. In 332 trekt hij zuidwaarts en overwint de Egyptenaren, waar hij de stad Alexandrië sticht. Weer een jaar later (331 v.Chr.) trekt hij opnieuw naar het oosten. Bij Arbela, in de buurt van Ninivé wordt het laatste Perzische leger verslagen en koning Darius III op de vlucht gejaagd. Verder oostelijk worden de landstreken Bactrië en Sogdiane ingenomen, die later West-Turkestan en Afghanistan zullen gaan heten. Alexander trekt verder en komt tot de rivieren Hydaspes en de Hyfasis, zijrivieren van de Indus. Daar keert hij om en trekt met zijn strijdmacht naar Babylon waar hij begint met het consolideren van zijn rijk. Als hij in 323 sterft, valt het rijk al snel in delen uiteen.

## Romeinen
De opvolgers van Alexander worden meestal als diadochen aangeduid en regeerden dan over de drie grote rijken van het hellenisme. Nadat het rijk ieder jaar aan oppervlakte inboet wordt het in 168 v.Chr. door de Romeinen ingenomen (zie ook de Romeinse provincie Macedonië). Het werd daardoor deel van het Romeinse Rijk en later van het oostelijk deel daarvan, het Byzantijnse Rijk. Rond 600 drongen Slavische stammen in het gebied door waardoor een deel van het gebied nu een Slavische taal spreekt in plaats van Grieks (zie ook Macedonië (regio)).